# Plourac'h
Plourac'h (tiếng Breton: Plourac'h) là một xã của tỉnh Côtes-d'Armor, thuộc vùng Bretagne, tây bắc Pháp.

## Dân số
Người dân ở Plourac'h được gọi là Plouracois.